# Scopelocheirus abyssalis
Scopelocheirus abyssalis är en kräftdjursart som beskrevs av Oldevig 1959. Scopelocheirus abyssalis ingår i släktet Scopelocheirus och familjen Scopelocheiridae. Inga underarter finns listade i Catalogue of Life.